# 83e parallèle nord
Pour les articles homonymes, voir 83e parallèle.
En géographie, le 83e parallèle nord est le parallèle joignant les points de la surface de la Terre dont la latitude est égale à 83° nord.

## Géographie

### Dimensions
Dans le système géodésique WGS 84, au niveau de 83° de latitude nord, un degré de longitude équivaut à 13,611 km ; la longueur totale du parallèle est donc de 4 900 km environ, soit 12,2 % de celle de l'équateur. Ce parallèle est distant de 9 220 km de l'équateur et de 782 km du pôle Nord,.
Comme tous les autres parallèles à part l'équateur, le 83e parallèle nord n'est pas un grand cercle et n'est donc pas la plus courte distance entre deux points, même situés à la même latitude. Par exemple, en suivant le parallèle, la distance parcourue entre deux points de longitude opposée est 2 450 km ; en suivant un grand cercle (qui passe alors par le pôle nord), elle n'est que de 1 564 km.

### Durée du jour
À cette latitude, le soleil est visible au moins partiellement toute la journée de début avril à début septembre. Réciproquement, le soleil est entièrement sous l'horizon entre la mi-octobre et la fin février. 
Entre ces périodes, pendant un peu plus d'un mois à chaque fois, il est possible d'observer un lever et un coucher de soleil complets.

### Régions traversées
Le 83e parallèle nord est situé presque entièrement dans l'océan Arctique, mais il traverse cependant l'extrême nord de l'île d'Ellesmere ainsi que l'île principale de l'archipel du Groenland. Au total, ce parallèle passe au-dessus des océans sur 91 % de sa longueur.
Au Canada, sur l'île d'Ellesmere, Alert — le lieu perpétuellement habité le plus au nord du monde — est situé à 60 km au sud du parallèle ; le cap Columbia, le point le plus au nord du pays par 83° 07' N est situé à 13 km au nord du parallèle.
Au Groenland, le cap Morris Jesup, par 83° 38' N, est distant d'un peu plus de 70 km au nord du parallèle. L'île de Kaffeklubben, dans ce même archipel du Groenland, est la terre émergée la plus septentrionale du globe ; elle se situe par 83° 40' N, à 74 km au nord du  parallèle. 
Tous les parallèles de latitude entière plus élevée que le 83e passent intégralement au-dessus de l'océan Arctique.
Le tableau ci-dessous résume les différentes zones traversées par le parallèle, d'ouest en est :
| Zone             | Notes                                                                          | Début                | Fin                  | Longueur (km) |
| ---------------- | ------------------------------------------------------------------------------ | -------------------- | -------------------- | ------------- |
| Océan Arctique   | 360° - 52° 40' = 307° 20'                                                      | 83° 00′ N, 24° 45′ O | 83° 00′ N, 77° 25′ O | +04 183,      |
| Canada           | Nunavut (île d'Ellesmere)                                                      | 83° 00′ N, 77° 25′ O | 83° 00′ N, 68° 18′ O | +00124,       |
| Océan Arctique   | Mer de Lincoln                                                                 | 83° 00′ N, 68° 18′ O | 83° 00′ N, 46° 45′ O | +00293,       |
| Groenland        | Île Sverdrup Île principale Île Jensen Ouest ? Île Jensen Est ? Île principale | 83° 00′ N, 46° 45′ O | 83° 00′ N, 24° 45′ O | +00299,       |
| Longueur cumulée | Longueur cumulée                                                               | Longueur cumulée     | Longueur cumulée     | 4 899         |